# 刘源长
劉源長（?—?），字介祉，淮安人。
明朝末年諸生，著有《茶史》一書，书端题名称“八十老人刘源长介祉著”，可能是晚年作品。另著有《參同契注》、《楞嚴經注》等書。有子劉謙吉，是康熙三年（1664年）進士，十四年刊刻《茶史》。